# Франк (дворянский род)
Франк — дворянский род.
Потомство Карла Франка, вступившего в службу в 1808 году и, проходя чинами, 4 Октября 1840 года, произведённого в статские советники и его родного брата Осипа Франка, вступившего в службу в 1807 году, 14 Января 1837 года произведённого в коллежские советники.
28 Марта 1841 года пожалован им с потомством, диплом на дворянское достоинство.

## Описание герба
Щит пересечён — полурассечён. В первой, золотой части, чёрное орлиное крыло, на котором положен в перевязь лазоревый меч. Во второй, лазоревой части, серебряный, длинный, трилистный крест, сопровождаемый такой же о шести лучах звездой. В третьей, червлёной части, золотые весы, сопровождаемые серебряной о шести лучах звездой.
Щит увенчан дворянскими шлемом и короной. Нашлемник: три серебряных страусовых пера. Намёт чёрный, с золотом.